# ユリアーネ・フォン・ザクセン＝コーブルク＝ザールフェルト
ユリアーネ・ヘンリエッテ・ウルリケ・フォン・ザクセン＝コーブルク＝ザールフェルト（ドイツ語: Juliane Henriette Ulrike von Sachsen-Coburg-Saalfeld, 1781年9月23日 - 1860年8月15日）は、ロシアの皇族、ロシア大公妃。コンスタンチン・パヴロヴィチ大公の最初の妻。ロシア語名はアンナ・フョードロヴナ（Анна Фёдоровна, Anna Feodorovna）。

## 生涯
ザクセン＝コーブルク＝ザールフェルト公フランツとロイス＝エーベルスドルフ伯女アウグステの三女としてコーブルクに生まれた。弟にザクセン＝コーブルク＝ゴータ公エルンスト1世、フェルディナント（ポルトガル王配フェルナンド2世の父）、ベルギー国王レオポルド1世、妹にケント公夫人ヴィクトリア（イギリス女王ヴィクトリアの母）がいる。
コンスタンチン大公の花嫁探しをしていた女帝エカチェリーナ2世に選ばれ、わずか15歳で1796年に結婚。その9ヶ月後に女帝は亡くなった。
結婚生活は不幸だった。コンスタンチンは17歳で、粗野で子供っぽく、若い妻を惨めにさせるばかりだった。3年後の1799年、耐えられなくなったユリアーネは突然コーブルクへ帰った。じきにロシアへ戻り、コンスタンチンと関係を修復しようとするも、うまくいかなかった。1801年、ユリアーネは浅はかな情事を起こしてコーブルクへ向かい、二度とロシアへ戻らなかった。
1808年10月、ユリアーネはエドゥアルトという男児を出産した。父親はフランスの下級貴族だった。1812年からスイスのベルンに移ったユリアーネは、第2子ルイーズを出産した。父親はユリアーネの警護をしていたスイス人だった。
1814年、コンスタンチン大公がユリアーネを連れ戻すべくロシアからやってきたが、彼女は拒絶した。その年、ユリアーネはベルンの近郊エルフェナウに領地を手に入れ、ここで残りの人生を過ごすことになった。
1820年に、19年の別居を経て、コンスタンチンとの結婚は無効になった。